# فونته بوآ (آمازوناس)
فونته بوآ (به پرتغالی: Fonte Boa) یک منطقهٔ مسکونی در برزیل است که در آمازوناس (برزیل) واقع شده‌است. فونته بوآ ۱۷٬۰۰۵ نفر جمعیت دارد.